# L'Épée de la vengeance
Pour plus de détails, voir Fiche technique et Distribution.
L'Épée de la vengeance (Il cavaliere dalla spada nera) est un film de cape et d'épée italien réalisé par László Kiss et Luigi Capuano, sorti en 1956.

## Fiche technique
- Titre français : L'Épée de la vengeance[1]
- Titre original italien : Il cavaliere dalla spada nera (litt. « Le chevalier de l'épée noire »)[2],[3]
- Réalisateur : László Kiss, Luigi Capuano
- Scénario : Alberto D'Amario, Franco Perroni, Gino Visentini (it)
- Photographie : Augusto Tiezzi
- Montage : Renato Scandolo
- Musique : Carlo Innocenzi
- Décors : Alfredo Montori (it)
- Production : Fortunato Misiano
- Société de production : Romana Film (it)
- Pays de production :  Italie
- Langue originale : italien
- Format : couleurs par Ferraniacolor - 1,37:1 - Son mono
- Durée : 88 minutes
- Genre : film de cape et d'épée
- Dates de sortie :
  - Italie : 13 octobre 1956
  - France : 30 mai 1957
- Affiche : Constantin Belinsky (France)

## Distribution
- Marina Berti : Comtesse Laura
- Steve Barclay (en) : Marco
- Otello Toso : Marquis Altamura
- Fulvia Franco : Livia
- Gianni Baghino : Luca
- Luigi Tosi : Baron Acquaviva
- Carlo Lamas : Vicomte Poggiorosso
- Carlo Tamberlani : Antonio
- Rita Rosa : Grazia
- Margherita Bossi : La Gouvernante
- Amina Pirani Maggi : la mère de Marco
- Enzo Fiermonte : Mario
- Piero Palermini : Ludovico
- Piero Pastore : Sebastiano
- Flora Carosello : Cuisinière de la taverne
- Natale Cirino : Paolo
- Zulina Badaloni : la tante de Ludovico
- Rodolfo Lodi : Gaspare
- Nerio Bernardi : Comte Roccofiorita
- Giuseppe Chinnici : Aubergiste
- Dina De Santis : Dame en partie de chasse
- Pino Rinse : Serviteur d'Aquaviva
- Gino Scotti : Prêtre
- Nazzareno Zamperla